# Synopsia luridaria
Synopsia luridaria là một loài bướm đêm trong họ Geometridae.